# Mała Werbiwka
Mała Werbiwka (ukr. Мала Вербівка; hist. Wola Więckowska) – wieś na Ukrainie w rejonie samborskim obwodu lwowskiego.

## Historia
Pod koniec XIX w. wieś w powiecie samborskim.